# 十字劍
《十字劍》（英語：Crossing Swords）是一部美國成人停格喜劇網路電視動畫，由約翰·哈瓦汀四世和湯姆·魯特創作，於2020年6月12日在Hulu首播。2020年6月18日，Hulu為該劇續訂了第二季；第二季於2021年12月10日首播。2022年6月12日，《十字劍》在播出兩季後被取消。

## 劇情
善良的農民派翠克終於成為他夢寐以求的皇家侍衛後，發現自己心愛的王國是由昏庸的國王、騙子和流氓所組成，使他的夢想工作迅速變成了一場噩夢。正直的派翠克在家中被他的家人視為失敗者，而現在又得應付腐敗的皇室成員，以及對王國造成威脅的種種危機。戰爭、謀殺、大膽裸露，誰知道各種的衣夾人（Peg people）過著怎樣令人興奮的生活？

## 配音員

### 主要角色
- 尼可拉斯·霍特配音派翠克（Patrick）：國王的新侍衛，充滿同情心和責任心，但也因此常被他人看不起。
- 路克·伊凡斯配音梅里曼國王（King Merriman）：王國昏庸的君主，圖莉普皇后的丈夫。
- 阿萊娜·尤波奇配音圖莉普皇后（Queen Tulip）：梅里曼國王的妻子。
- 亞當·帕利配音布洛斯（Broth）：派翠克的侍衛好友。
- 塔拉·史壯配音卡蘿（Coral）：派翠克的海盜姊姊。
- 托尼·海爾配音布拉尼（Blarney）：派翠克的小丑哥哥。
- 亞當·雷（英语：Adam Ray (comedian)）配音魯本（Ruben）：派翠克的盜賊哥哥。
- 塞思·格林配音閃光石英（Blinkerquartz）：城堡的巫師。
- 布萊克金·邁耶配音葛倫（Glenn）：派翠克等人的父親。
- 溫蒂·麥莉登-康薇（英语：Wendi McLendon-Covey）配音多琳（Doreen）：派翠克等人的母親。

### 常駐角色
- 瑪雅·厄斯金（英语：Maya Erskine）配音布盧默公主（Princess Blossom）：梅里曼國王和圖莉普皇后的女兒，個性極為任性。
- 伊薇特·尼科爾·布朗（英语：Yvette Nicole Brown）配音梅根中士（Sgt. Meghan）：騎士教練。
- 本·施瓦茨配音基弗（Keefer）：樂團主唱，布盧默公主的男友，意外死去後變成了鬼魂。
- 羅伯·考德瑞[5]配音老國王（The Old King）：梅里曼國王的瘋子父親，被兒子囚禁在某座城堡中。
- 賈米拉·賈米爾配音絲隆／丹妮爾（Sloane / Danielle）：城堡的女僕，派翠克愛戀的對象，實際上是唐娜的女兒。

### 客串角色
- 阿尔弗雷德·莫里纳配音罗宾汉（單集：「Hot Tub Death Machine」）：魯本的競爭對手，最後死於處刑機。
- 娜塔莎·雷昂配音諾拉（Norah，單集：「Eat Plague Love」）：不願意丟棄東西的雪怪，結識派翠克後才改變了想法。
- 珍·林奇配音唐娜（Donna）：梅里曼國王的瘋子姊姊，布盧默公主的姑媽。

## 劇集
| 季數 | 集数 | 集数 | 上線日期       | 上線日期       |
| ---- | ---- | ---- | -------------- | -------------- |
| 1    | 10   | 10   | 2020年6月12日  | 2020年6月12日  |
| 2    | 10   | 10   | 2021年12月10日 | 2021年12月10日 |

### 第一季（2020）
| 總集數 | 集數 （季） | 標題                        | 導演            | 編劇                               | 上線日期      |
| ------ | ----------- | --------------------------- | --------------- | ---------------------------------- | ------------- |
| 1      | 1           | Pilot                       | 約翰·哈瓦汀四世 | 約翰·哈瓦汀四世 & 湯姆·魯特        | 2020年6月12日 |
| 2      | 2           | Hot Tub Death Machine       | 約翰·哈瓦汀四世 | 湯姆·魯特                          | 2020年6月12日 |
| 3      | 3           | What's Kraken?              | 約翰·哈瓦汀四世 | 西恩·拉威利                        | 2020年6月12日 |
| 4      | 4           | In the Line of Squire       | 約翰·哈瓦汀四世 | 艾米·里德                          | 2020年6月12日 |
| 5      | 5           | Let Them Eat Clown          | 約翰·哈瓦汀四世 | 西恩·拉威利、瑪姬·蒙娜 & 艾米·里德 | 2020年6月12日 |
| 6      | 6           | My Super Sweet Period Party | 約翰·哈瓦汀四世 | 瑪姬·蒙娜                          | 2020年6月12日 |
| 7      | 7           | Look Who’s Stalking         | 約翰·哈瓦汀四世 | 西恩·拉威利                        | 2020年6月12日 |
| 8      | 8           | Eat Plague Love             | 約翰·哈瓦汀四世 | 瑪姬·蒙娜                          | 2020年6月12日 |
| 9      | 9           | The A-Moooo-Zing Race       | 約翰·哈瓦汀四世 | 艾米·里德                          | 2020年6月12日 |
| 10     | 10          | Unchained Monarchy          | 約翰·哈瓦汀四世 | 湯姆·魯特                          | 2020年6月12日 |

### 第二季（2021）
| 總集數 | 集數 （季） | 標題                       | 導演                            | 編劇             | 上線日期       |
| ------ | ----------- | -------------------------- | ------------------------------- | ---------------- | -------------- |
| 11     | 1           | Shamrock Shakedown         | 約翰·哈瓦汀四世 布萊德利·沙費爾 | 蕭恩·肯吉·柏爾曼 | 2021年12月10日 |
| 12     | 2           | Toxic Femininity           | 約翰·哈瓦汀四世 布萊德利·沙費爾 | 瑪麗娜·希弗林    | 2021年12月10日 |
| 13     | 3           | Destination: Wedding       | 約翰·哈瓦汀四世 布萊德利·沙費爾 | 麥可·柏松        | 2021年12月10日 |
| 14     | 4           | Good Vibrations            | 約翰·哈瓦汀四世 布萊德利·沙費爾 | 布蘭迪·芬馬克    | 2021年12月10日 |
| 15     | 5           | Get Your Minchachas Out    | 約翰·哈瓦汀四世 布萊德利·沙費爾 | 湯姆·魯特        | 2021年12月10日 |
| 16     | 6           | Tent Pitching              | 約翰·哈瓦汀四世 布萊德利·沙費爾 | 瑪麗娜·希弗林    | 2021年12月10日 |
| 17     | 7           | Nothin, Usurp With U       | 約翰·哈瓦汀四世 布萊德利·沙費爾 | 阿曼達·巴恩斯    | 2021年12月10日 |
| 18     | 8           | Sad-iator                  | 約翰·哈瓦汀四世 布萊德利·沙費爾 | 蕭恩·肯吉·柏爾曼 | 2021年12月10日 |
| 19     | 9           | Knight Of The F**king Dead | 約翰·哈瓦汀四世 布萊德利·沙費爾 | 布蘭迪·芬馬克    | 2021年12月10日 |
| 20     | 10          | Hard Day’s Knight          | 約翰·哈瓦汀四世 布萊德利·沙費爾 | 瑪姬·蒙娜        | 2021年12月10日 |

## 製作
2018年9月27日，Hulu宣布已訂下成人動畫劇集《十字劍》，第一季共10集。該劇由《機器雞》的製片人約翰·哈瓦汀四世和湯姆·魯特創作，且有望擔任執行製片人。《十字劍》由Stoopid Buddy Stoodios製作，索尼影视电视發行。

## 外部連結
- 互联网电影数据库（IMDb）上《十字劍》的资料（英文）